# Собор Александра Невского (Петрозаводск)
Собор Александра Невского (фин. Aleksanteri Nevalaisen katedraali) — православный храм в Петрозаводске, кафедральный собор Карельской митрополии и Петрозаводской епархии Русской православной церкви (с 2000 года). Памятник архитектуры XIX века.
До 1929 года — Александро-Невская заводская церковь.

## История
25 апреля 1825 года руководство Александровского пушечно-литейного завода получило разрешение Департамента горных и соляных дел на строительство заводской церкви, митрополит Новгородский Серафим благословил устроение нового храма.
Для организации строительства была учреждена комиссия под председательством управляющего Олонецкими горными заводами Адама Армстронга.
В объявленном конкурсе проектов будущей церкви победил проект архитектора Департамента горных и соляных дел Александра Ивановича Постникова (1766—1830). Торжественная закладка нового заводского храма состоялась в июле 1826 года.
Храм строился на выделенные казной средства и пожертвования мастеровых и служителей Александровского завода.
Строительство велось под руководством инженера Пьетро Карло Мадерни в 1826—1832 годах. Работы по устройству иконостаса были выполнены под руководством мастера А. Боброва из Кексгольма. Иконы написал художник А. С. Чижов. На колокольне церкви, в четырёхугольной башне на южной стороне, были установлены восемь колоколов различного веса.
Епископ Олонецкий и Петрозаводский Игнатием 27 января 1832 года в день памяти святителя Иоанна Златоуста освятил главный престол храма во имя святого благоверного великого князя Александра Невского. Боковые приделы были освящены в честь и славу Пресвятой и Живоначальной Троицы и святого чудотворца Николая Мирликийского. Первым священником Александра-Невской заводской церкви стал Иаков Васильевич Васильковский, кандидат богословия, выпускник Санкт-Петербургской духовной академии.
В январе 1888 года при храме была открыта церковно-приходская школа на средства священника о. Василия Нименского и пособие от Олонецкого епархиального совета для детей заводских служащих и мастеровых.

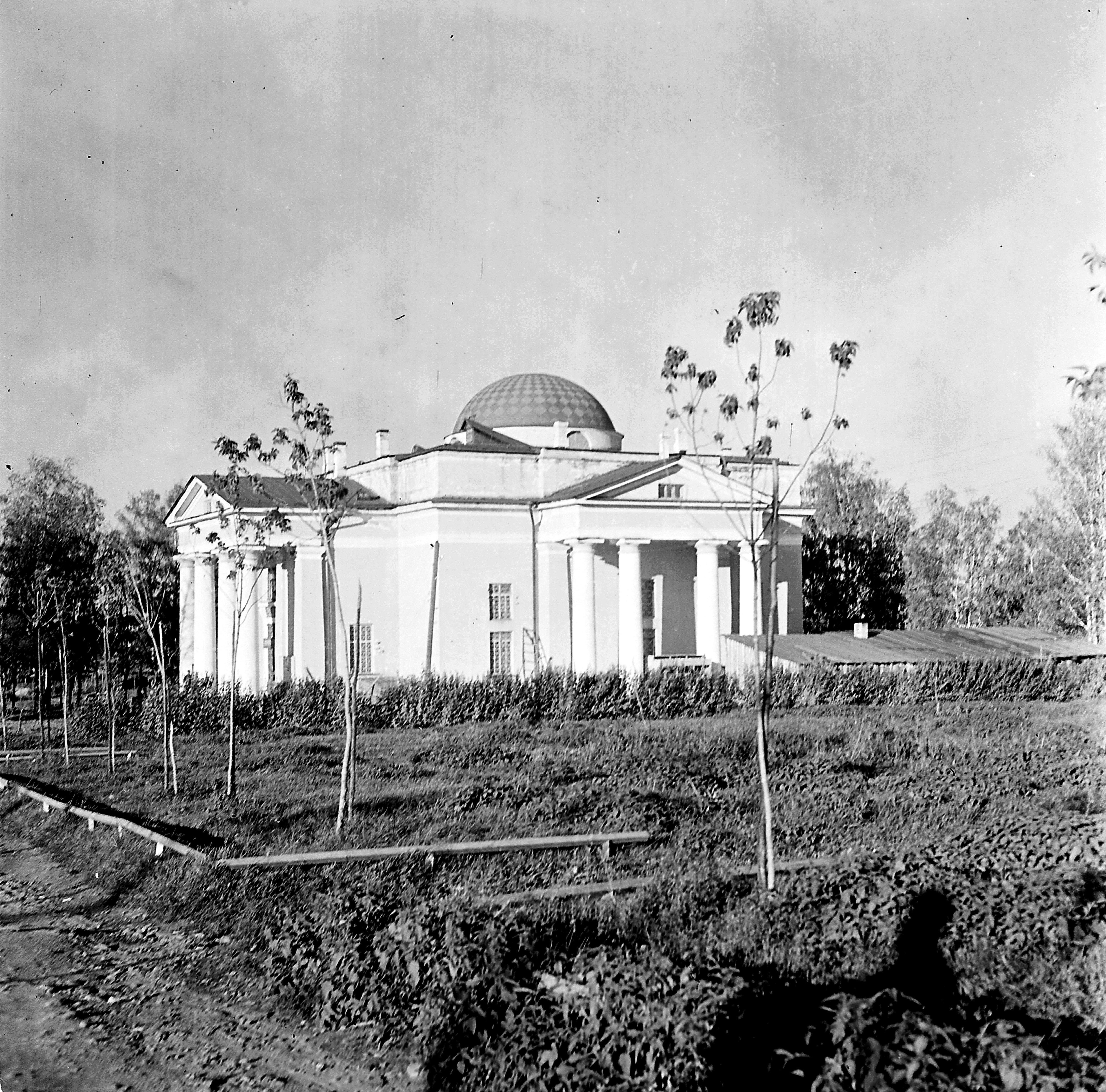
Обезглавленный храм в 1941 году

В 1929 году храм был закрыт советскими властями. Здание передано краеведческому музею, при этом были снесены все 5 куполов, а внутри устроено межэтажное перекрытие, устроен подвал для хранения музейных экспонатов. Первая экспозиция музея в здании бывшей церкви открылась в 1931 году.
В 1991 году храм возвращён Петрозаводской епархии. Осенью 1993 года началась реставрация храма. Автор проекта реставрации — архитектор В. Г. Копнин. Внешний вид был восстановлен в точном соответствии с первоначальным (за единственным исключением — купола прежде никогда не золотились). Новое оформление интерьера (иконостасы, киоты, паникадила и пр.) не соответствует стилистике здания.
9 мая 1995 года епископ Петрозаводский и Карельский Мануил совершил первый торжественный молебен. В июле 1996 года на храм установлены православные кресты.
3 июня 2000 года Святейший Патриарх Московский и всея Руси Алексий II освятил храм, который стал кафедральным собором Петрозаводской и Карельской епархии. В освящении принял участие митрополит Петрозаводский и Карельский Константин (тогда архиепископ Тихвинский, ректор СПбПДА).
В июле 2000 года из краеведческого музея в храм переданы частицы святых мощей преподобного Антония Римлянина, великомученицы Параскевы Пятницы и частичка жезла первосвященника Аарона.
Внутри ограды собора находится мемориальная плита с могилы местночтимого святого Фаддея Блаженного. В сквере собора (Заводская площадь) находятся мемориальные знаки — участникам ликвидации Чернобыльской аварии и в честь 300-летия Петрозаводска от армянской диаспоры города Петрозаводска.
3 июня 2010 года в год девяностолетия Республики Карелия рядом с собором был открыт памятник святому князю Александру Невскому (скульптор В. Г. Козенюк). В тот же день его освятил Патриарх Московский и всея Руси Кирилл.

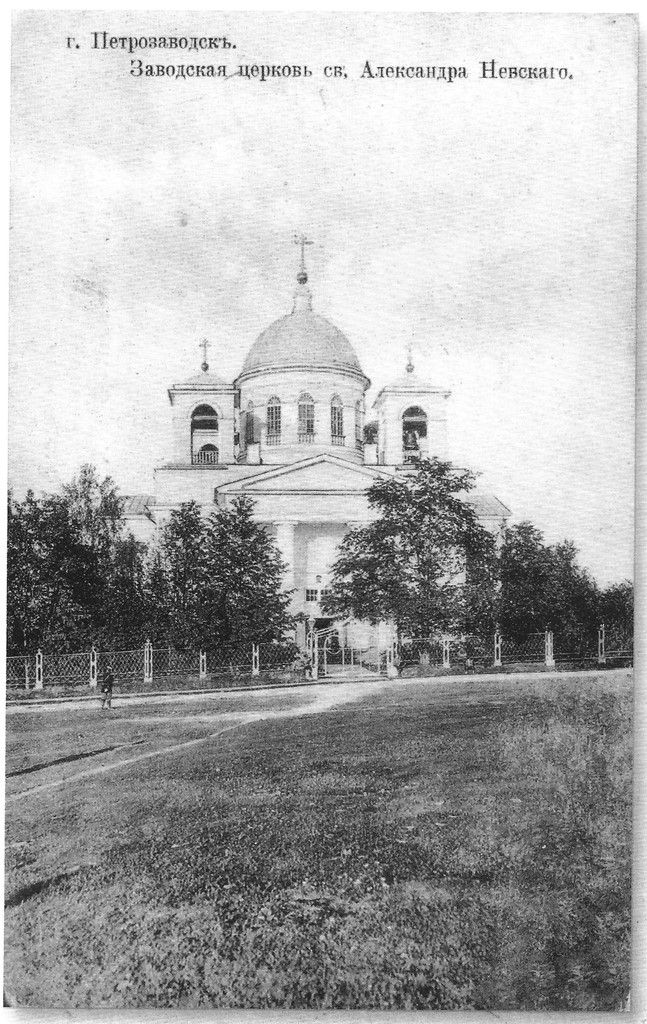
Храм в начале XX века
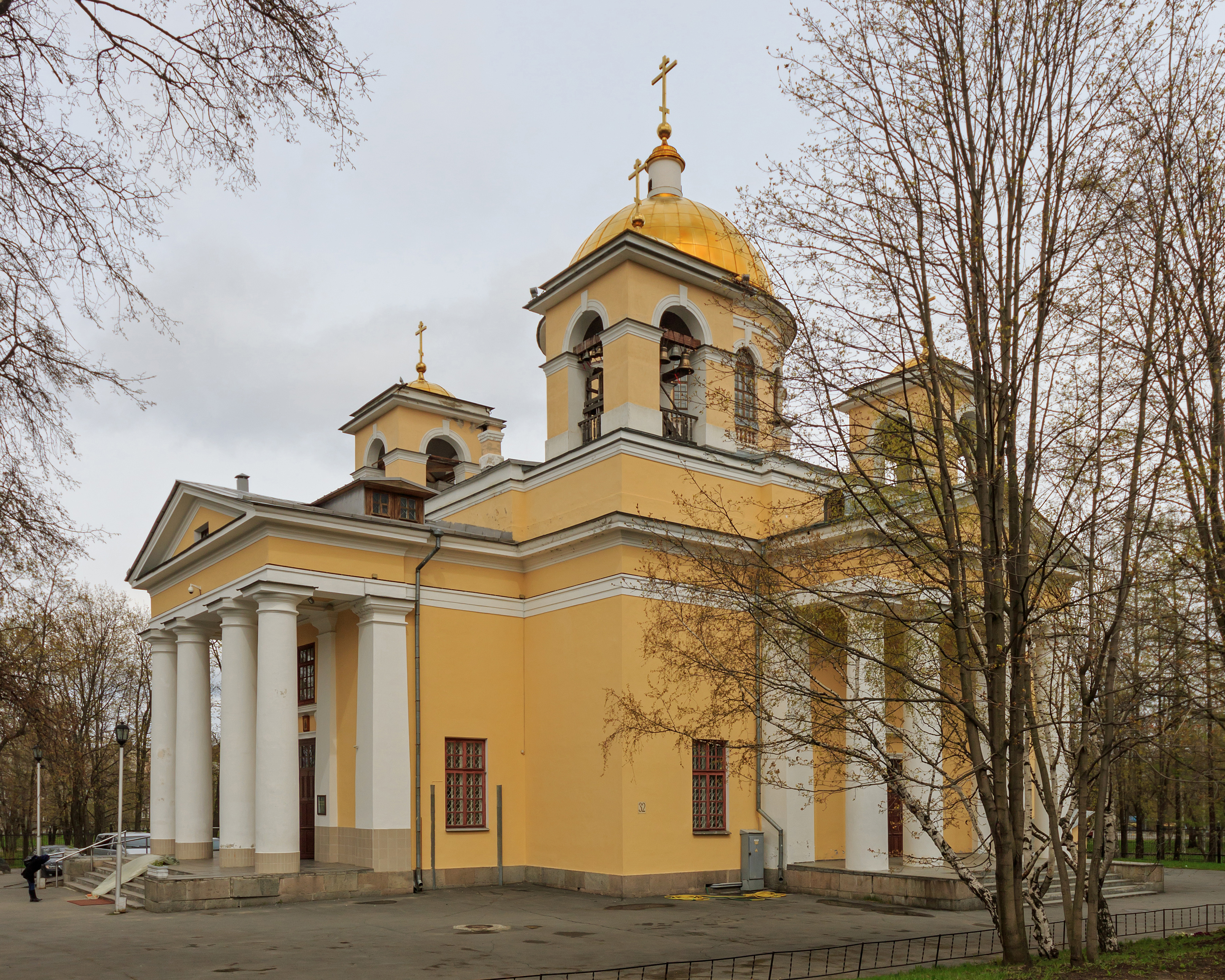
Вид с северо-запада (2017)
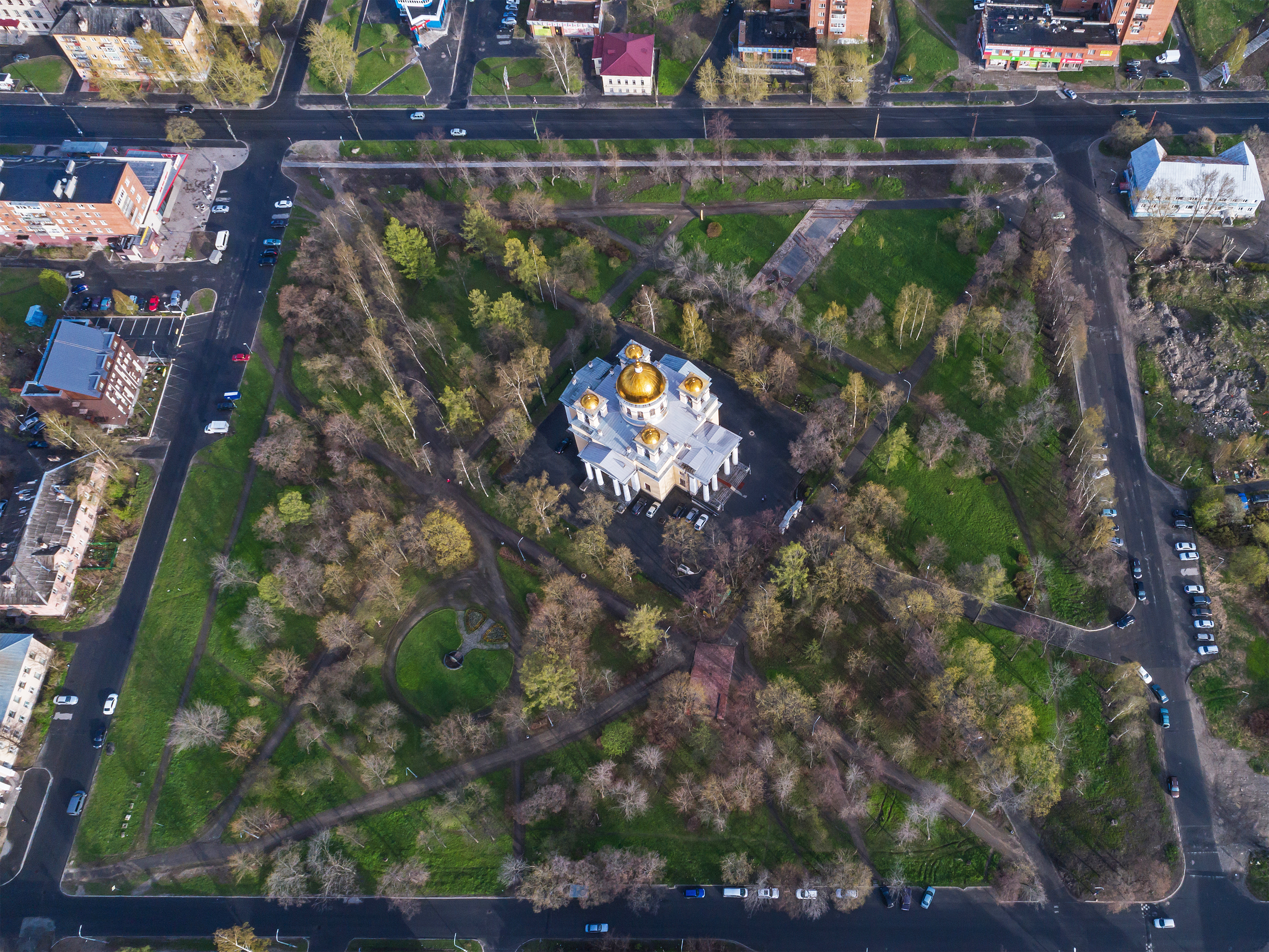
Вид сверху (2017)
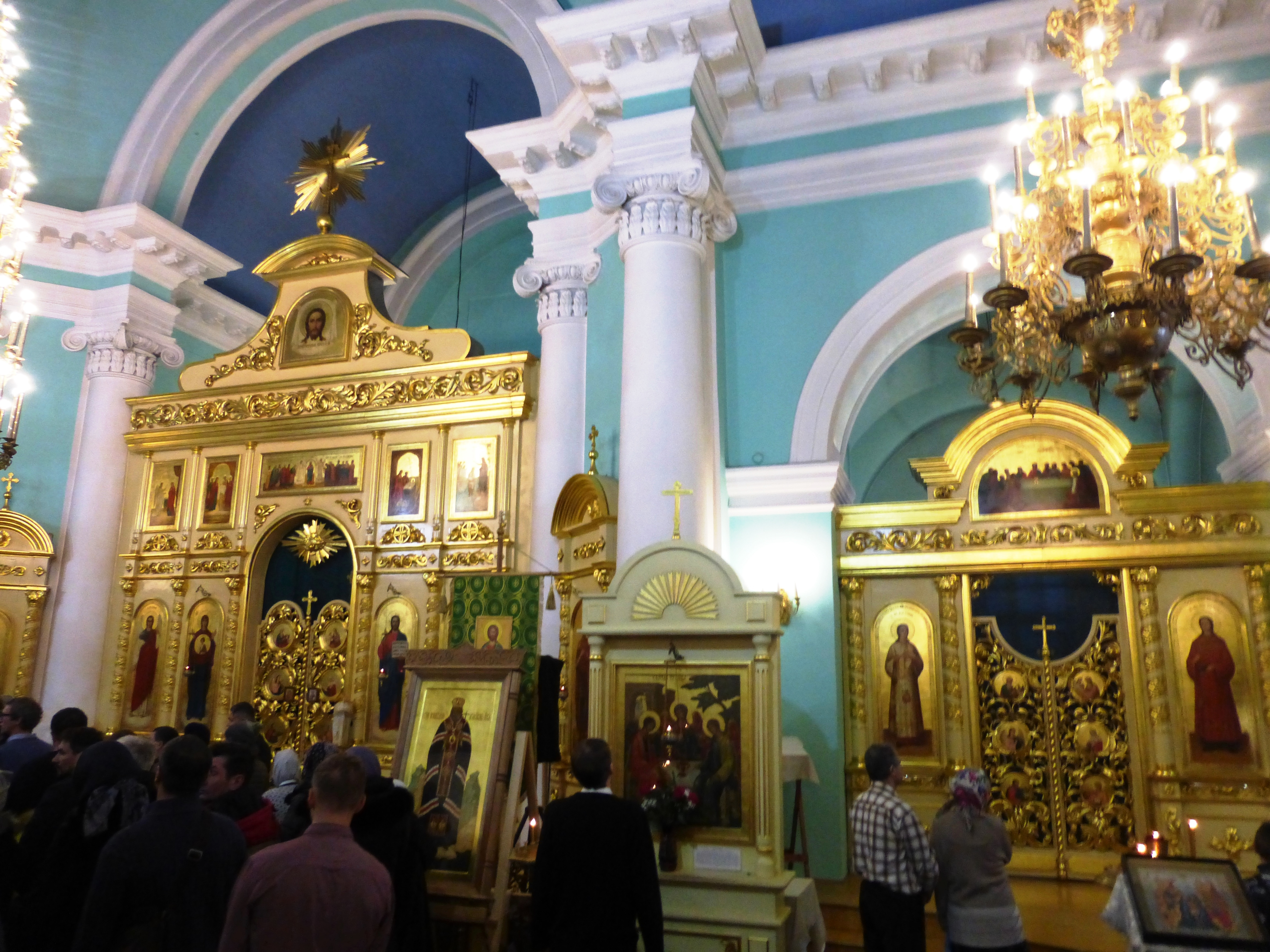
Внутреннее убранство (2019)

## Приписные храмы и часовни
- Часовня в честь Воздвижения Честного и Животворящего Креста — в Голиковском участке. Разрушена после 1917 г.
- Часовня во имя святого великомученика Георгия — в Голиковском участке. Построена на месте старой деревянной часовни в 1891 году петрозаводским мещанином Михаилом Павловичем Корытовым в честь спасения жизни императора Александра III в 1888 году. Разрушена после 1917 г.[2].
- Часовня во имя воздвижения Честного и Животворящего Креста по Тюремной улице. Разрушена после 1917 г.
- Часовня во имя святых первоверховных апостолов Петра и Павла на Вытегорском шоссе. Построена в 1998 г. по проекту архитектора Н. В. Куспака.
- Часовня во имя Ахтырской иконы Божией Матери при Республиканской больнице. Освящена в 2000 г.
- Часовня во имя Святой Блаженной Ксении Петербургской при республиканском перинатальном центре в г. Петрозаводске. Освящена в 2001 г.

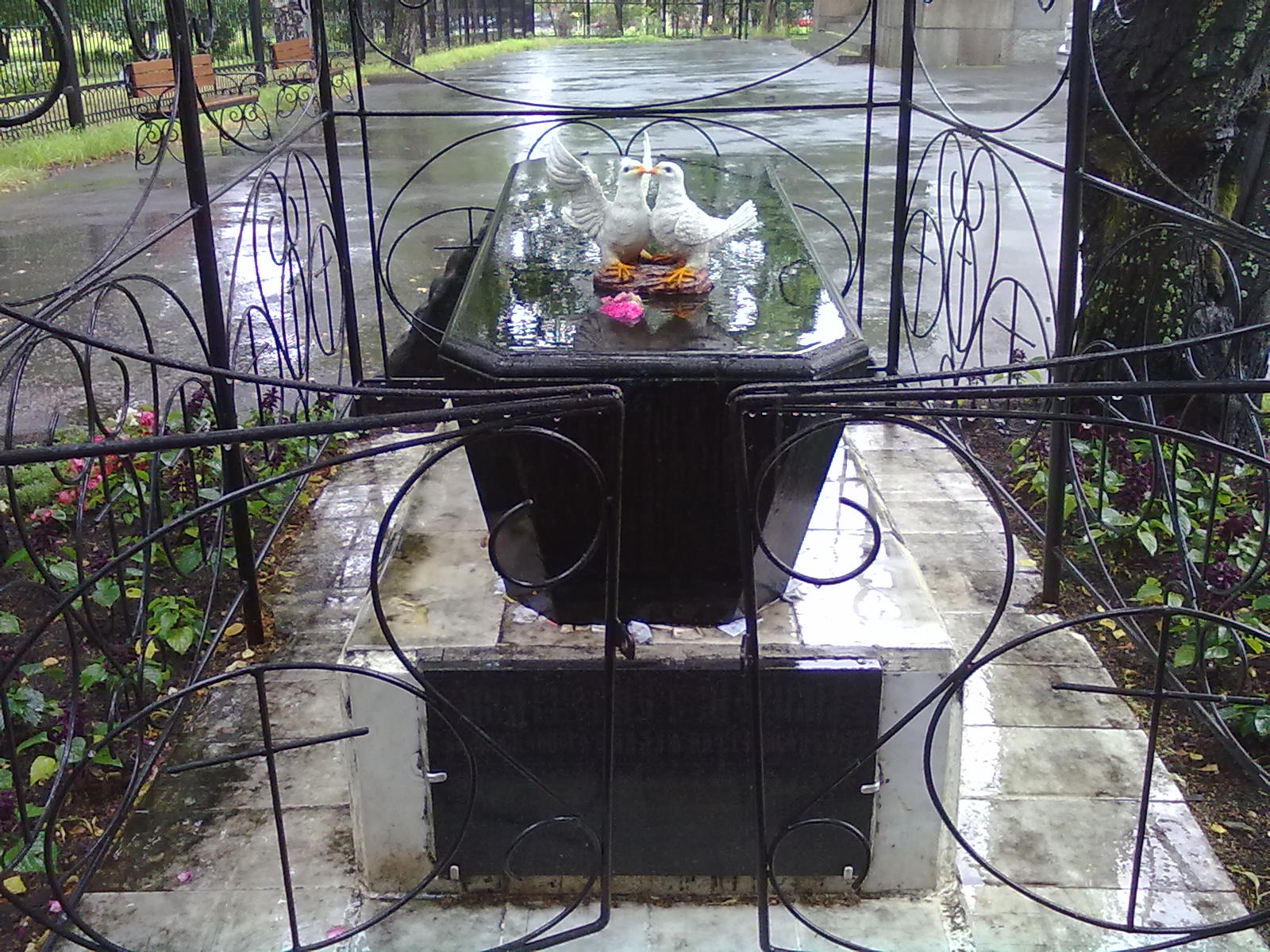
Мемориальная плита с могилы Фаддея Блаженного
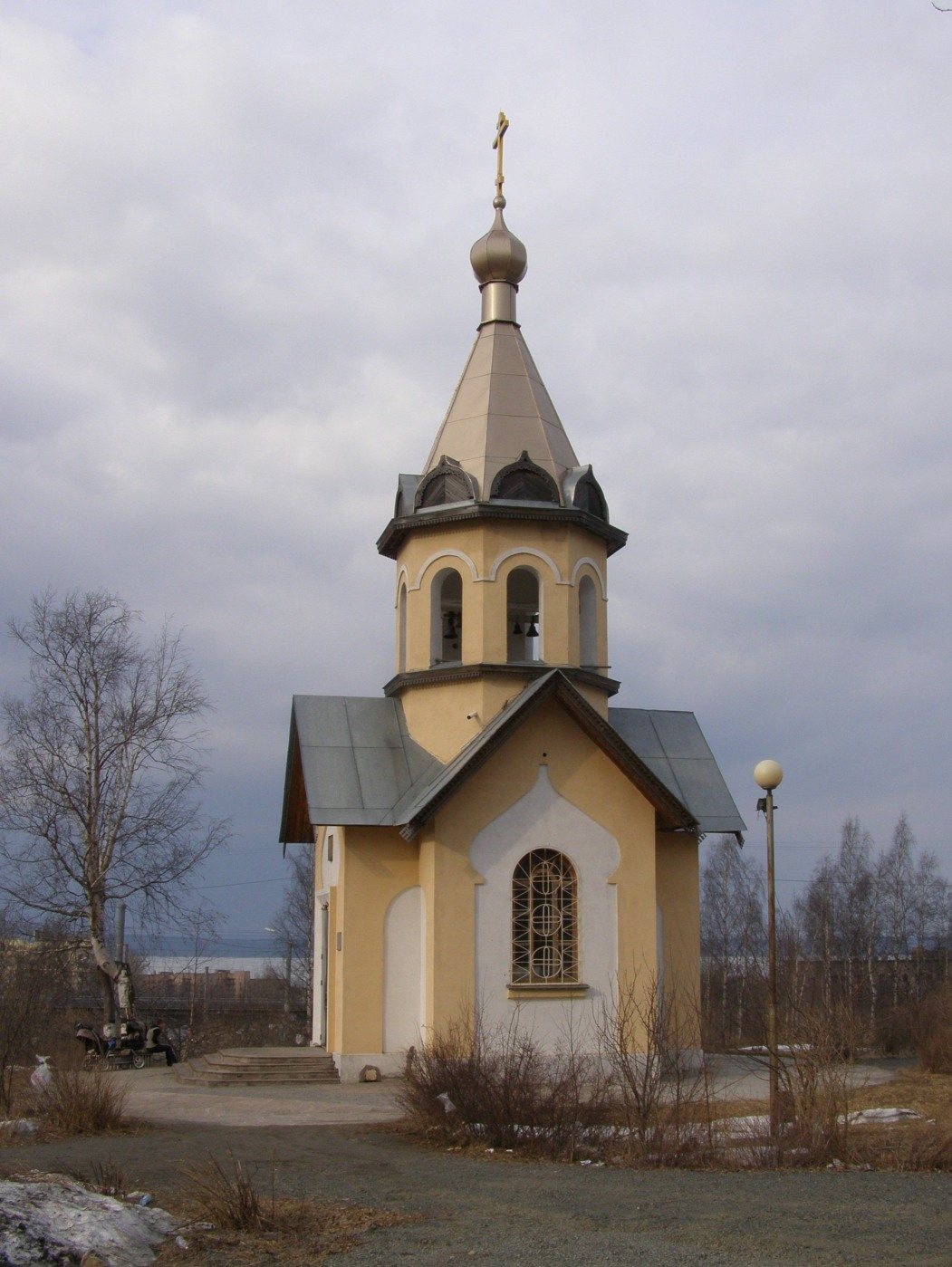
Приписная часовня во имя святых первоверховных апостолов Петра и Павла
Памятник чернобыльцам в сквере собора
Памятный знак в честь 300-летия города от армянской диаспоры в сквере собора